# 拉哇格德屠杀
拉哇格德屠杀是1947年12月9日荷兰軍隊在荷属东印度（今印度尼西亚）拉哇格德对当地村民展开的屠杀。

## 经过
拉哇格德屠杀是在印度尼西亚独立战争期间发生。当时，印度尼西亚试图推翻荷兰人历经三个半世纪的殖民统治。
拉哇格德村民回忆称，1947年12月9日晨，皇家荷屬印度軍趁拉哇格德村民熟睡之时，开进拉哇格德村（如今为西爪哇省Balongsari），村民们很快被枪声和尖叫声惊醒。
荷兰士兵命令村民说出印度尼西亚独立战争领袖卢卡斯·库斯塔里奥（Lukas Kustario）的下落，但村民们说不知情。荷兰士兵遂将该村全部男性、包括一些男孩驱赶到一块稻田。荷兰士兵命令村民双手抱在头后面，站成一排，接着逐个枪杀。部分村民见状逃跑，躲藏到沼泽或种植园内。但是荷兰士兵使用军犬将他们一一找出，随后枪杀。
荷兰官员称，共有150人被杀。而拉哇格德村民及民间组织说，超过430人被杀。
拉哇格德屠杀发生时，20岁的村民卡薇·宾蒂·巴伊莎怀有9个月身孕。后来她在码放成三排的尸体中找到了时年26岁的丈夫。巴伊莎回忆说：“看到他与其他人躺在那里，我整个人惊呆了。当时下着雨，血水混着雨水，在尸体堆旁形成血池。”

## 赔偿和道歉
屠杀发生后，尽管荷兰军队将军西蒙·亨德里克·斯波尔建议对负有责任的少校阿方斯·韦嫩提起公诉，但后来并未展开任何刑事调查。1948年1月12日出版的一份联合国报告将这一杀戮形容为“故意且残忍的”。
1968年，荷兰政府在一份报告中承认在印度尼西亚曾经“过度使用暴力”，但是又称荷兰军队当时是开展“治安行动”，应付当地游击队员袭击及恐怖袭击。荷兰政府曾经为在印度尼西亚独立战争中荷兰军队的行为表示“深深遗憾”，但是从不就拉哇格德屠杀等等事件进行正式道歉。
2008年9月8日，10位拉哇格德屠杀幸存者及遇害者亲属正式要求荷兰对此次屠杀负责。荷兰政府的律师在2008年11月24日的一封回信中表示，荷兰对这起屠杀“深表遗憾”，但是荷兰政府相信此案已经超过法律上的追诉时效。这一回复引发了荷兰国会部分议员的批评，荷兰报纸《NRC商报》（NRC Handelsblad）也在一份社论中批评称，对于战争罪行根本没有什么追诉时效的限制。
2009年12月，这10位拉哇格德屠杀幸存者及遇害者亲属决定在荷兰的一家民事法院起诉荷兰政府。他们由来自“Böhler Franken Koppe Wijngaarden Advocaten”（如今为Böhler Advocaten）的律师莉斯贝特·泽赫费尔德（ Liesbeth Zegveld）和安妮·斯海尔特马·贝杜因（Anne Scheltema Beduin）代表。2011年9月14日，该民事法院作出裁决，支持这10位拉哇格德屠杀幸存者及遇害者亲属（包括一位拉哇格德屠杀幸存者及多名遇害者亲属）的诉求，判荷兰政府对拉哇格德屠杀负有责任。该民事法院宣布此裁定时，这位幸存者已在2011年5月逝世，遇害者亲属中也有两人已逝世。在此案初期，荷兰政府曾反对该法院立案，认为此案已超过追诉时效。该法院驳回了荷兰政府的主张，称“无法接受”荷兰政府的这一说法。该法院还裁决，荷兰政府应向本案每位原告赔偿2万欧元（大约合2.7万美元）。但是有遇害者遗孀表示，重要的不是赔偿，而是获得了迟到的公正。
2011年12月9日，荷兰政府正式向拉哇格德屠杀的遇害者及遇害者亲属道歉。当天，在拉哇格德村“拉哇格德英雄公墓”举行仪式，该公墓安葬了许多拉哇格德屠杀的遇害者，荷兰驻印度尼西亚大使特耶尔德·德兹万在仪式上以荷兰语和印度尼西亚语宣读了荷兰政府的道歉声明，称“此时此景，我代表荷兰政府为1947年12月9日发生于拉哇格德的悲剧道歉。”数百当地民众报以掌声与欢呼。多位屠杀遇害者亲属参加了此次仪式，这些80多岁至90多岁的老人无不激动得泪流满面。84岁的遇难者遗孀卡薇·宾蒂·巴伊莎说：“这一刻，我觉得，我讨公道的努力没有白费。”
站在遇害者及遇害者家属一边的维权人士表示，荷兰的法院裁决及荷兰政府的道歉为通过司法途径解决类似的历史遗留案件提供了判例，可能会鼓励更多类似案件的幸存者与遇害者亲属循司法途径解决。印度尼西亚科学院历史学家阿思维·瓦曼·亚当说：“拉哇格德一案有那么多证据，那么多证人。在（印度尼西亚）其他相似案件中，人们仍处于取证过程。”遇害者遗孀律师莉斯贝特·泽赫费尔德说：“（拉哇格德屠杀）不只是过去发生的事，它涉及当下。道歉来得再晚也不算晚。”